# Alles Klara
Alles Klara (originariamente, fino alla seconda stagione: Heiter bis tödlich: Alles Klara) è una serie televisiva tedesca di genere poliziesco ideata da Michael Baier e Jürgen Werner e prodotta dal 2012 al 2017 dalla Neue deutsche Filmgesellschaft. Protagonista, nel ruolo di Klara Degen, è l'attrice Wolke Hegenbarth; altri interpreti principali sono Felix Eitner, Jan Niklas Berg, Christoph Hagen Dittmann e Alexa Maria Surholt.
La serie, che fa parte del filone televisivo Heiter bis tödlich (letteralmente: "sereno fino alla morte"), si compone di 3 stagioni, per un totale di 48 episodi della durata di 45 minuti ciascuno. In Germania, la serie è stata trasmessa in prima visione dall'emittente televisiva ARD 1 (Das Erste): il primo episodio, intitolato Mord nach Feierabend, fu trasmesso in prima visione il 5 aprile 2012.

## Trama
La serie è ambientata a Quedlinburg e protagonista è la giovane Klara Degen, che, dopo aver perso il lavoro come segretaria in una fabbrica di orologi a cucù, viene assunta per sostituire una donna in maternità nella locale stazione di polizia. Klara inizierà ad aiutare i poliziotti a risolvere i casi.

## Episodi
| Stagione         | Episodi | Prima TV Germania | Prima TV Italia |
| ---------------- | ------- | ----------------- | --------------- |
| Prima stagione   | 16      | 2012              | inedita         |
| Seconda stagione | 16      | 2013              | inedita         |
| Terza stagione   | 16      | 2016-2017         | inedita         |